# Elecciones federales extraordinarias de México de 1877
Las elecciones extraordinarias de México de 1877 se llevaron a cabo en dos jornadas, las elecciones primarias el 25 de marzo de 1877 y las elecciones secundarias el 9 de abril de 1877, en ellas se eligieron los siguientes cargos de elección popular:
- Presidente de México. Jefe de Estado y de Gobierno, electo por un periodo de 4 años, por primera vez desde 1857 sin posibilidad de reelección inmediata, para completar el periodo 1876 - 1880. El candidato electo fue Porfirio Díaz.

## Antecedentes
Estas elecciones  fueron la  consecuencia de la renuncia de Sebastián Lerdo de Tejada,  ante el estallido de la Revolución de Tuxtepec, en contra de la reelección presidencial, dirigida por Porfirio Díaz

## Presidente
|  | 95.97 % |

|  | 4.03 % |

|  | 100.00 % |